# Osîkove, Derajnea
Osîkove (în ucraineană Осикове) este un sat în comuna Kalna din raionul Derajnea, regiunea Hmelnîțkîi, Ucraina.

## Demografie
Componența lingvistică a localității Osîkove
     Ucraineană (100%)
Conform recensământului din 2001, toată populația localității Osîkove era vorbitoare de ucraineană (100%).